# ファンタジーランド・フォレストシアター
ファンタジーランド・フォレストシアター (Fantasyland Forest Theatre) は、東京ディズニーランドのファンタジーランドにある屋内エンターテインメント施設であり、2021年4月1日に開業した。
新型コロナウイルス感染拡大の影響で当初予定していた2020年4月15日から開業が延期され、約1年越しでのオープンとなった。現在は東京ディズニーランドオリジナルの常設ショー「ミッキーのマジカルミュージックワールド」を上演しており、劇場のオフィシャルスポンサー（提供企業）は日本航空（JAL）である。

## 概要
ファンタジーランド・フォレストシアターは、おとぎ話に登場するヨーロッパの古い木造劇場を彷彿とさせる外観デザインで、森の景観に溶け込むよう意識して設計されている。内部も大木の柱やろうそく風のシャンデリアなど、隅々まで森林のイメージに包まれており、ディズニー映画に登場する森の動物たちが描かれたタペストリーや壁画が飾られている。天井には満天の星空を思わせる演出が施されており、屋内にいながら森の中にいるかのような雰囲気を味わうことができる。なお、「旅芸人の一座が森の中で見つけた自然の素材を使って劇場を建て上げた」という背景ストーリーが設定されており、建物全体に木の温もりが感じられるデザインとなっている。
シアターの収容人数は約1,500名で、天候に左右されず公演できる全天候型の屋内劇場である。音響・照明・舞台機構など最新の演出技術を備えており、ショーのシーンに連動した舞台セットの転換やプロジェクションマッピング、特殊効果などを組み合わせて、場面ごとに劇場空間全体の雰囲気を一変させるダイナミックな演出が特徴である。

## ストーリー
荷馬車に乗って世界各地を巡業していたとある劇団の団員たちは、ある日、神秘的な魅力にあふれる森を通りかかった。その美しさに心を奪われた彼らは、自分たちの手でこの森の中に劇場を建てることを決意する。自然の美しさを人々と分かち合えるこの場所で、森で見つけた自然の素材を使って劇場を建築した。そして、この劇場を「ファンタジーランド・フォレストシアター」と名付けた。満天の星空のもとにいるかのような内装も評判を呼び、やがて近隣の町の住人たちが毎日のように訪れるようになった。

## 公演内容
- ミッキーのマジカルミュージックワールド（2021年4月1日 - ）[2]

## 歴史
本シアターは東京ディズニーランド開業35周年を記念した大規模開発計画の一環として企画された。2017年4月5日には新エリア着工の起工式が行われ、約3年の工期をかけてファンタジーランド、トゥモローランド、トゥーンタウンにまたがる総面積約47,000㎡の開発が進められた。2018年12月6日、オリエンタルランドから新設劇場の名称を「ファンタジーランド・フォレストシアター」とすることや施設概要（ライブエンターテイメントシアター形式、定員約1,500名、導入時期2020年春予定）が発表された。総投資額約750億円におよぶ大規模開発プロジェクトの一部を成す施設であり、単体の建設費だけでも約170億円が投じられる計画であった。
当初のグランドオープン日は東京ディズニーランド開園37周年にあたる2020年4月15日と告知されていたが、新型コロナウイルス感染症の流行により開業は無期限延期となった。その後、臨時休園明けの2020年9月28日にニューファンタジーランドの一部エリア（「美女と野獣“魔法のものがたり”」など）の開業が先行したものの、ファンタジーランド・フォレストシアターは公開見合わせのままとされた。2021年3月、「4月1日にシアターをオープンし、『ミッキーのマジカルミュージックワールド』公演を開始する」ことが発表され、予定より約1年遅れの2021年4月1日より劇場の運用およびショー公演がスタートした。開業当初は新型コロナ対策として座席間隔の確保や定員制限が行われ、鑑賞には東京ディズニーリゾート公式アプリによる事前抽選（エントリー受付）が必要とされた。